# شگفت‌انگیزان
شگفت‌انگیزان (به انگلیسی: The Incredibles) یک فیلم ابرقهرمانی پویانمایی رایانه‌ای آمریکایی محصول ۲۰۰۴ است که توسط پیکسار ساخته شد و والت دیزنی پیکچرز آن را منتشر کرد. این فیلم به نویسندگی و کارگردانی برد برد و صداپیشگی کریگ تی. نلسن، هالی هانتر، سارا واول، اسپنسر فاکس، جیسون لی، ساموئل ال. جکسون و الیزابت پنیا بوده‌است. بر خلاف تصور همگانی، فیلم در دههٔ ۲۰۰۰ رخ نداده‌است و دارد دههٔ ۱۹۶۰ را به نمایش می‌کشد. فیلم، داستان پارها را روایت می‌کند؛ خانواده‌ای از ابرقهرمان‌ها که نیروهای خود را برای سازش با حکم دولت پنهان می‌کنند و می‌کوشند زندگی آرامی را در حومهٔ شهر داشته باشند. مرام آقای شگفت‌انگیز که بر کمک به مردم استوار است، همهٔ خانواده را به رویارویی با یک دشمن کینه‌ورز که پیشتر هوادار آقای شگفت‌انگیز بوده‌است، می‌کشاند.
برد برد، که نخستین کارگردان بیرونی پیکسار بود، این فیلم را به عنوان ادامهٔ کتاب‌های کمیک دههٔ ۱۹۶۰ و فیلم‌های جاسوسی دوران کودکی و زندگی خانوادگی خود ساخت. او فیلم را پس از فروش گیشهٔ ناامیدکنندهٔ نخستین فیلم بلندش، غول آهنی (که پخش آن با برادران وارنر بود) به پیکسار برد و بسیاری از کارکنانش را برای ساخت شگفت‌انگیزان منتقل کرد. گروه پویانمایی وظیفهٔ پویاسازی اجسام تمام-انسانی را بر عهده داشت که نیازمند ایجاد فناوری جدید برای پویاسازی آناتومی دقیق انسان، پوشاک و پوست و موی واقع‌بینانه بود. موسیقی فیلم نیز بر عهدهٔ مایکل جاکینو بوده‌است.
این فیلم در ۲۷ اکتبر ۲۰۰۴ در جشنواره فیلم لندن برای نخستین بار به نمایش درآمد و اکران عمومی آن در ایالات متحده در ۵ نوامبر ۲۰۰۴ انجام شد. فیلم در باکس آفیس عملکرد خوبی داشت و در طول دوران نمایش اصلی خود در سراسر جهان، ۶۳۳ میلیون دلار درآمدزایی کرد. شگفت‌انگیزان با استقبالی گسترده از سوی نقدگران و مخاطبان روبرو شد و دو جایزه اسکار و جایزه آنی بهترین فیلم بلند پویانمایی را از آن خود کرد. همچنین این نخستین فیلم کاملاً انیمیشنی بود که برندهٔ جایزهٔ بلندآوازهٔ جایزه هوگو بهترین نمایش درام شد. دنبالهٔ فیلم، شگفت‌انگیزان ۲، در ۱۵ ژوئن ۲۰۱۸ منتشر شد.

## داستان
افکار عمومی با توجه به زیان‌های جانبی ناشی از مبارزهٔ ابرقهرمانان با جنایت‌کاران، علیه آنان می‌شود. پس از چندین پروندهٔ قضایی، دولت برنامهٔ جابجایی ابرقهرمانان را آغاز می‌کند و قهرمانان طردشده از سوی جامعه را مجبور می‌کند که برای همیشه به عنوان شهروندی معمولی زندگی کنند و دیگر از نیروهای خود بهره نبرند. ۱۵ سال پس از این ماجرا، باب و هلن پار — که پیشتر با نام‌های آقای شگفت‌انگیز و الستیگرل شناخته می‌شدند — و فرزندان‌شان، وایولت، دش و جک-جک نوزاد، خانواده‌ای حومهٔ شهری هستند که در متروویل زندگی می‌کنند. باب اگرچه عاشق خانواده‌اش است اما از داشتن این زندگی معمولی حومهٔ شهری و کار یقه‌سفید خود می‌رنجد. باب به همراه بهترین دوست خود، لوسیوس بست که پیشتر با نام فروزون شناخته می‌شد، گهگاه یاد «روزهای افتخار» را با فعالیت به عنوان کیفرستان زنده می‌کند.
یک روز، پس از آنکه مدیر باب مانع دخالت او در پیشگیری از یک دستبرد می‌شود، باب از کوره در می‌رود و به مدیرش آسیب قابل توجهی می‌زند. او با این کار اخراج می‌شود. در بازگشت به خانه، باب پیامی از زنی به نام میراژ می‌گیرد که شامل پیشنهادی برای از پای درآوردن یک ربات غیرقابل کنترل با عنوان امنیدروید می‌شود. مکان مأموریت نیز جزیرهٔ دور افتادهٔ نومنیسن است. باب با این ربات وارد نبرد می‌شود و درمی‌یابد که اگر آن را وادار کند به خودش ضربه بزند، شانس پیروزی دارد و از همین طریق، منبع انرژی آن را درمی‌آورد و خاموشش می‌کند.
باب، کار و دستمزد بالاتری را که کسب کرده‌است، باعث سرزندگی دانست. او رابطهٔ خود را با خانواده‌اش بهبود می‌دهد و هنگامی که منتظر مأموریت دیگری از سوی میراژ، طی دو ماه آینده‌است، تمرینات بدنی سختی را شروع می‌کند. کمی بعد با یافتن یک پارگی در پوشاک قهرمانی‌اش، برای رفع مشکل به دیدار ادنا مد، طراح پوشاک ابرقهرمانانان می‌رود. با این اندیشه که هلن، همسر باب، می‌داند باب مشغول چه کاری است، ادنا برای دیگر اعضای خانواده نیز پوشاک ابرقهرمانی می‌سازد. باب که دوباره راهی نومنیسن شده‌است، کشف می‌کند که میراژ برای بادی پاین کار می‌کند؛ کسی که یکی از هواداران پیشین باب است و باب پیشنهاد دستیاری او را رد کرده بود. این هوادار پیشین، اکنون به یک مخترع ستمگر و فروشندهٔ جنگ‌افزار ثروتمند تبدیل شده‌است. او با نام مستعار سیندرم، ابرقهرمانان گوناگون را استخدام می‌کند تا با رباتش مبارزه کنند که از این طریق بتواند آن را تکمیل کند. او در این راه، بسیاری از ابرقهرمانان را به کشتن داده‌است. سیندرم قصد دارد ربات کامل‌شده‌اش را به متروویل بفرستد، کنترلش را به شکل پنهانی به دست بگیرد، آن را شکست دهد و خودش را یک «قهرمان» جا بزند. پس از این، او می‌خواهد در آینده، اختراعاتش را بفروشد تا همه بتوانند «ابرقهرمان» شوند و از این راه، قهرمانان واقعی و تفاوت‌شان با دیگران را بی‌معنی نشان دهد.
در ادامه، هلن به دیدن ادنا می‌رود و در می‌یابد که باب چه قصدی داشته‌است. در این صحنه، او فناوری مکان‌یابی موجود در پوشاک باب را به کار می‌اندازد تا او را پیدا کند و این کارش، ناخواسته باعث می‌شود که باب هنگام نفوذ به پایگاه سیندرم دستگیر شود. الستیگرل برای سفر به جزیرهٔ دور افتادهٔ نومنیسن، یک هواپیمای خصوصی را قرض می‌گیرد. در سفر، او در می‌یابد که وایولت و دش نیز سوار هواپیما شده‌اند و جک-جک را با پرستار کودکی با نام کری تنها گذاشته‌اند. پیام‌های رادیویی هلن در هواپیما، در جزیره توسط سیندرم دریافت می‌شود و او موشک‌های ضدهوایی را برای سرنگونی هواپیما می‌فرستد. هواپیما نابود می‌شود اما هلن و فرزندانش زنده می‌مانند و از نیروهایشان برای رسیدن به جزیره بهره می‌برند. سپس هلن به پایگاه موجود در جزیره نفوذ می‌کند و متوجه نقشهٔ سیندرم می‌شود. در همین هنگام، میراژ که از بی‌تفاوتی سیندرم در هنگام تهدیدشدن زندگی‌اش ناخشنود بود، باب را آزاد و او را از زنده ماندن خانواده‌اش آگاه می‌کند؛ در حالی که او می‌پنداشت با نابودی هواپیما، جان باخته‌اند. سپس هلن می‌رسد و به همراه باب برای یافتن فرزندان‌شان در جزیره تلاش می‌کنند. نگهبانان سیندرم دش و وایولت را تعقیب می‌کنند و نبردهایی میان آنان شکل می‌گیرد که کودکان پیش از دیدار با پدر و مادرشان، می‌توانند با نیروهای خود از پس نگهبانان برآیند. اما در ادامه، سیندرم همهٔ آن‌ها را اسیر می‌کند و در حالی که خانوادهٔ پار را زندانی کرده‌است، خودش برای اجرای مرحلهٔ پایانی نقشه‌اش، به همراه ربات، راهی شهر می‌شود.
شگفت‌انگیزان با کمک میراژ آزاد می‌شوند و با موشک دیگری به سوی متروویل می‌روند. امنیدروید که هوش مصنوعی پیشرفته‌ای دارد، سیندرم را تهدیدی برای خود می‌یابد و به کنترل از راه دور خودش روی مچ دست سیندرم، شلیک می‌کند تا دیگر کنترلش در دست وی نباشد. سیندرم پس از این رخداد، با دیوار برخورد می‌کند و بیهوش می‌شود. شگفت‌انگیزان و لوسیوس بست، با هم با امنیدروید می‌جنگند. هلن کنترل از راه دور ربات را به دست می‌آورد و به باب اجازه می‌دهد تا از یکی از پنجه‌های ربات برای از بین بردن منبع تغذیه‌اش استفاده کند. با بازگشت به خانه، خانواده سیندرم را می‌بیند که می‌خواهد جک-جک را بدزدد و او را به عنوان دستیار خود، بزرگ کند. در همین هنگام که سیندرم به سوی جت خود پرواز می‌کند، نیروهای جک-جک نمایان می‌شوند و جک-جک موفق می‌شود در هوا از دست سیندرم فرار کند. هلن، جک-جک را می‌گیرد و باب ماشینش را به سوی هواپیمای سیندرم پرتاب می‌کند. در پایان این نبرد، سیندرم با شنلش به درون توربین جت مکیده و هواپیما منفجر می‌شود.
سه ماه بعد، شگفت‌انگیزان شاهد ورود ابرشروری با نام آندرماینر هستند. در همین هنگام، ماسک ابرقهرمانی‌شان را بر چهره می‌گذارند و آماده می‌شوند تا در کنار هم به عنوان یک خانواده، با تهدید تازه روبرو شوند.

## صداپیشگان
- کریگ تی. نلسن در نقش باب پار / آقای شگفت‌انگیز، شوهر هلن، دارای زور بسیار زیاد.
- هالی هانتر در نقش هلن پار / الستیگرل، همسر باب، که توانایی کشسانی بدنی، همچون لاستیک را دارد.
- سارا واول در نقش وایولت پار، بزرگترین فرزند پارها، که می‌تواند نامرئی شود و گونه‌ای سپر مقاوم در برابر ضربه ایجاد کند.
- اسپنسر فاکس در نقش دشیل «دش» پار، فرزند دوم پارها، دارای سرعت فوق‌العاده بالا.
- الی فوچیله و میو اندروز در نقش جک-جک پار، پسر نوزاد خانواده که توانایی‌هایش به شکل دقیق، در این فیلم فاش نشده‌است.
- جیسون لی در نقش بادی پاین / شگفت‌بچه / سیندرم، ابرشروری که پیشتر هوادار آقای شگفت‌انگیز بوده‌است و با دانش خود، توانایی‌های جدیدی به خود می‌دهد.
- ساموئل ال. جکسون در نقش لوسیوس بست / فروزون، بهترین دوست باب، که می‌تواند از رطوبت موجود در هوا، یخ بسازد.
- برد برد در نقش ادنا «ئی» مد، طراح مد قهرمانان.
- الیزابت پنیا در نقش میراژ، زن دست راست سیندرم.
- تدی نیوتون در نقش راوی خبر و روایت‌گر تغییر افکار عمومی در مورد قهرمانان.
- جین سینسیر در نقش خانم هاگنسون، بانوی پیری که باب پار وانمود می‌کند مطالبهٔ بیمه‌اش را رد می‌کند؛ چیزی که به پایان یافتن دوران کاری‌اش کمک می‌کند.
- باد لاکی در نقش ریک دیکر، یک مأمور دولت که مسئول مخفی نگه داشتن پارها است.
- والاس شاون در نقش گیلبرت هاف، رئیس بدرفتار باب.
- لو رومانو در نقش برنی کروپ، آموزگار دش.
- مایکل برد در نقش تونی رایدینگر، که در این فیلم، تنها مورد علاقهٔ وایولت است.
- دومینیک لویی در نقش بمب ووییج، یک ابرشرور فرانسوی که در کارهایش از مواد منفجره بهره می‌برد.
- برت پارکر در نقش کری، پرستار جک-جک.
- کیمبرلی آدیر کلارک در نقش هانی، همسر فروزون.
- جان راتزنبرگر در نقش آندرماینر، یک ابرشرور موش کور مانند.

انجمن گویندگان جوان، دوبله فارسی شگفت‌انگیزان را تابستان ۱۳۸۴ منتشر کرد. در این دوبله، نیما رئیسی نقش باب، سحر چوبدار نقش هلن، مرجانه فشنگچی نقش وایولت، آرزو آفری نقش دش، ابراهیم شفیعی نقش سیندروم، مهدی بقاییان نقش فروزون، اشکان صادقی نقش ادنا و سیما رستگاران نقش میراژ را گفته‌اند. مهرداد رئیسی نیز مدیریت دوبلاژ و ترجمه را انجام داده است.

## ساخت

### نویسندگی
شگفت‌انگیزان به عنوان یک مفهوم به سال ۱۹۹۳ بازمی‌گردد که برد، در نقطه‌ای نامطمئن در دوران حرفه‌ای‌اش، خانواده را ترسیم کرد. مسائل شخصی همانگونه که در زندگی‌اش سنگینی می‌کردند، در داستان نیز نفوذ کردند. در این دوره، برد با وارنر برادرز انیمیشن برای ساخت پویانمایی غول آهنی به توافق رسیده بود که نخستین فیلم بلندی بود که وی کارگردانی می‌کرد. با نزدیک شدن به میان‌سالی و داشتن آرزوهای بزرگ برای خود در کار فیلم‌سازی، برد در مورد این احتمال که اهداف کاری‌اش تنها به ازای زندگی خانوادگی‌اش امکان‌پذیر باشند، تأمل کرد. بعداً او اظهار کرد که: «آگاهانه، این تنها یک فیلم بامزه در مورد ابرقهرمانان بود. اما فکر می‌کنم که آنچه در زندگی من می‌گذشت قطعاً در فیلم اثر گذاشت». پس از شکست فیلم غول آهنی در فروش، برد به سوی داستان ابرقهرمانی‌اش گرایش پیدا کرد.
او این فیلم را به عنوان ادامهٔ کتاب‌های کمیک دههٔ ۱۹۶۰ و فیلم‌های جاسوسی دوران کودکی و زندگی خانوادگی خود ساخت. نخست، او می‌خواست فیلم را به عنوان یک سل انیمیشن دو بعدی بسازد. هنگامی که غول آهنی به بمب گیشه تبدیل شد، وی در مارس ۲۰۰۰ با دوست قدیمی خود، جان لستر که در پیکسار بود، تماس گرفت و ایدهٔ داستان فیلم را به اطلاع او رساند. برد و لستر از دوران تحصیل‌شان در مؤسسه هنرهای کالیفرنیا در دهه ۱۹۷۰ یکدیگر را می‌شناختند. لستر از ایده خوشش آمد و برد را متقاعد کرد که به پیکسار بیاید تا بتواند فیلم را در قالب پویانمایی رایانه‌ای بسازد. استودیو در ۴ مه ۲۰۰۰، خبر قرارداد چند فیلم با برد را به رسانه‌ها اعلام کرد. شگفت‌انگیزان را برد به تنهایی نوشت و کارگردانی کرد، در حالی که تولیدات پیشین پیکسار معمولاً دو یا سه کارگردان و فیلم‌نامه‌نویس داشتند. افزون بر آن، این نخستین فیلم شرکت بود که در آن، همهٔ شخصیت‌ها انسانند.

«پدر در خانواده همیشه انتظار می‌رود که قوی باشد، بنابراین، من او را قوی ساختم. مادرها همیشه به یک میلیون سوی گوناگون کشیده می‌شوند، بنابراین من او را مانند تافی، کش‌سانی ساختم. نوجوانان، به ویژه دختران نوجوان، متزلزل و دفاعی هستند، بنابراین به او توانایی نامرئی شدن و داشتن سپر دادم؛ و پسران ده ساله، توپ‌های انرژی بسیار فعالی هستند. نوزادان نیز پتانسیل تحقق‌نیافته هستند.» – برد برد، نویسنده و کارگردان شگفت‌انگیزان.

برد با فهرست اعضای خانوادهٔ داستان به پیکسار آمد: یک مادر و پدر که هر دو از بحران میانسالی پدر رنج می‌برند، یک دختر نوجوان خجالتی، یک پسر ده سالهٔ مغرور و یک نوزاد. برد نیروهای آنان را بر کهن‌الگوهای خانواده استوار کرده‌ بود. در میانه‌های ساخت فیلم، هایائو میازاکی از استودیو جیبوری از پیکسار بازدید کرد و حلقه‌های داستان فیلم را دید. هنگامی که برد از وی پرسید که آیا اینها از نظرش مفهوم دارند یا تنها «مزخرفات آمریکایی» هستند، میازاکی از طریق یک مترجم در پاسخ گفت: «من می‌پندارم که این کاری بسیار ماجراجویانه است که تلاش می‌کنید در یک فیلم آمریکایی انجام دهید.»

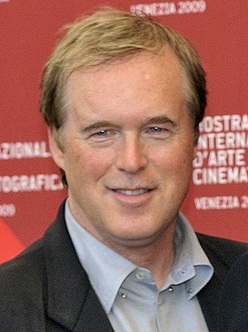
برد برد، کسی که نویسندگی و کارگردانی فیلم را انجام داد

سیندرم در ابتدا به عنوان یک شخصیت جزئی نوشته شده بود که در اوایل فیلم، به باب و هلن یورش می‌برد اما در اثر انفجاری که خانهٔ پارها را خراب می‌کند (در این نسخه اسمیت‌ها) می‌میرد؛ اما او به عنوان هماورد اصلی گزینش شد چون سازندگان فیلم او را بیشتر از شخصیت زرک دوست داشتند که قرار بود این نقش را ایفا کند. شخصیت اسناگ قرار بود که هلن را با هواپیما به جزیرهٔ نومنیسن برساند و بمیرد، اما هنگامی که لستر پیشنهاد کرد هلن هواپیما را خودش هدایت کند، از این موقعیت کنار گذاشته شد.

### پویانمایی
پس از این که پیکسار پروژه را پذیرفت، از برد درخواست شد که تیم خودش را برای تولید بیاورد. او گروه اصلی را از افرادی دعوت کرد که با آنان روی غول آهنی کار کرده بود. بسیاری از افراد این گروه، از جمله خود برد، هنرمندان ۲ بُعدی بودند که مجبور شدند ۳ بعدی شوند. برد کار با تصویر تولیدشده توسط کامپیوتر را «به طوری شگفت‌انگیز قابل انعطاف» دانست؛ به روشی که انیمیشن سنتی نیست، او توانایی دوربین را برای تغییر آسان زاویه در صحنه «به شکلی فوق‌العاده سازگار» خواند. او کار در پویانمایی رایانه‌ای را «دشوار» و متفاوت از روش سنتی و نرم‌افزار مربوطه را «پیچیده و نه چندان آسان» دانست. برد، فیلمنامه را بدون دانستن محدودیت‌ها یا نگرانی‌های مربوط به عرصهٔ پویانمایی رایانه‌ای نوشت. در نتیجه، این فیلم، پیچیده‌ترین فیلم پیکسار تا آن دوره شد. شخصیت‌های فیلم را نیز تونی فوچیله و تدی نیوتون طراحی کردند که برد آنها را از برادران وارنر با خود آورده بود. برد همچنین بر این باور بود که شگفت‌انگیزان می‌توانست یک فیلم ۲ بعدی خوب نیز باشد.
از دید عضوهای فنی تیم، وجود شخصیت‌های انسانی فیلم مجموعه‌ای از چالش‌های سخت ایجاد کرده بود. داستان برد نیز پر از عناصری بود که در آن دوره پویاسازی‌شان با تصویر تولیدشده توسط کامپیوتر، دشوار بود. همچنین اجرای انسان در پویانمایی به‌طور گسترده‌ای به عنوان سخت‌ترین کار عرصه شناخته می‌شود. به عنوان یک راهکار، پویانماهای پیکسار از قدم زدن خودشان فیلم گرفتند تا حرکت صحیح انسان را دریابند. به هر حال، ساخت مدل‌های کاملاً انسانی به ایجاد یک فناوری تازه برای پویانمایی آناتومی دارای جزئیات، پوشاک، پوست و موی واقع‌بینانهٔ انسان نیاز داشت. اگرچه تیم فنی در شرکت هیولاها (۲۰۰۱) مهارت‌هایی در کار با مو و پوشاک کسب کرده بود، اما پیکسار هیچوقت تا این اندازه برای ساخت جزئیات پوشاک و موی شخصیت‌ها کار و زمان صرف نکرده بود. افزون بر این، برد نیز برای سادگی کارهای فنی، هرگز کوتاه نیامد. جایی که تیم فنی شرکت هیولاها کارگردان پیت داکتر را مجاب کرده بود که برای آسان کردن پویانمایی موهای دختر فیلم، وایولت موهای شخصیت بو از فیلم دیگر پیکسار را داشته باشد، اعلام کرد که شخصیت وایولت باید موهایی بلند داشته باشد تا چهرهٔ او را بپوشاند. در واقع، این بخشی جدایی‌ناپذیر از شخصیتش بود. موهای بلند وایولت که پویاسازی آن بسیار سخت بود، در واپسین دوران تولید فیلم با موفقیت پویاسازی شد. افزون بر این مشکل، پویانماها باید با مشکل نشان دادن مو در زیر آب یا در جریان باد هم کنار می‌آمدند. دیزنی به دلیل همین مشکلات نخست به ساخت فیلم مایل نبود، زیرا می‌پنداشت که یک فیلم لایو اکشن بهتر خواهد بود، اما لستر این موضوع را رد کرد.
شگفت‌انگیزان افزون بر مشکل پویاسازی انسان در تصویر تولیدشده توسط کامپیوتر، بر بسیاری از دشواری‌های دیگر نیز چیره گشت. این داستان از هر کاری که تا آن روز انجام داده بودند، بزرگتر بود؛ چون هم زمان روایت آن طولانی‌تر بود و هم لوکیشن‌های آن چهار برابر قبل بود. ریک سایر، مدیر ناظر فنی اعلام کرد که سخت‌ترین چیز در این فیلم این بود که هیچ کاری سخت‌ترین نبوده‌است و پویانمایی آتش، آب، هوا، دود، بخار و انفجار، همگی چالش‌هایی بودند که افزون بر پویانمایی انسان، با آن‌ها مواجه شدند. ساختار سازمانی این فیلم را نیز نمی‌توان مانند فیلم‌های بلند پیشین پیکسار ترسیم کرد و این به یک شوخی برای تیم تبدیل شده بود. همچنین دربارهٔ ساختار تیم‌ها، سایر اعلام کرد که یک تیم درگیر مدل‌سازی، شیدینگ و نمابندی بود، تیم دیگر به دوربین، نور و جلوه‌های پایانی می‌پرداخت و تیم دیگری با نام «تیم شخصیت» نیز به‌طور دیجیتالی شخصیت‌ها را شکل داد، روی آنان شیدینگ کرد و پوششی برای آنان در نظر گرفت. در سوی دیگر، یک تیم شبیه‌سازی نیز مسئول گسترش فناوری شبیه‌سازی مو و پوشاک بود. دست کم ۷۸۱ شات جلوه‌های دیداری در فیلم وجود دارد که بیشترشان شوخی‌های بصری هستند؛ مانند شکستن پنجره هنگامی که باب با عصبانیت در ماشینش را می‌بندد. افزون بر این، تیم جلوه‌ها مدل‌سازی ابرهای فیلم را، برای نخستین بار، با استفاده از رندرینگ حجمی بهبود بخشید.
پوست شخصیت‌های فیلم از طریق یک فناوری رندرینگ، معروف به «اس‌اس‌ال‌تی» به سطح تازه‌ای از طبیعی‌بودن رسید. اما با مدلسازی انسان، چالش‌ها تمام نشد و برد تصمیم گرفت که در یک شات نزدیک به پایان فیلم، جک-جک نوزاد مجموعه‌ای دگردیسی را تجربه کند و در یکی از پنج شکل دگردیسی، خودش را به گونه‌ای موجود چسبناک تبدیل کند. اما کارگردانان فنی که پیشبینی می‌کردند اجرای این ایده دست کم دو ماه زمان می‌برد و تیم تولید، که وارد مراحل پایانی و بحرانی کارش شده بود، باید برای این کار ساعت‌ها وقت بگذارد، از جان واکر، تهیه‌کنندهٔ فیلم کمک خواستند. واکر نیز پس از مذاکراتی به سختی برد را قانع کرد که از این تبدیل‌شدن پر هزینه بگذرد. برد همچنین پافشاری داشت که استوری‌بردها بلاکینگ حرکات شخصیت‌ها، نورپردازی و حرکت دوربین را مشخص کنند که پیش‌تر به جای استوری‌برد به بخش‌های دیگر واگذار شده بود.
برد بعدتر اقرار کرد که «زانوهای [استودیو] زیر سنگینی [شگفت‌انگیزان] می‌لرزید»، اما این فیلم را «گواهی بر استعداد انیماتورها در پیکسار» خواند، که چالش‌های فیلم را می‌ستودند. او یادآوری کرد، «به‌طور اساسی، من وارد یک استودیوی شگرف شدم، بسیاری از افراد را با این که چه شماری هدیه برای کریسمس می‌خواستم ترساندم و سپس تقریباً هر آنچه را که می‌خواستم دریافت کردم».

### گزینش بازیگران
ساموئل ال. جکسون شخصیت لوسیوس بست را صداپیشگی کرد؛ زیرا برد می‌خواست این شخصیت «باحال‌ترین» صدا را میان شخصیت‌های فیلم داشته باشد. لی‌لی تاملین نیز نخست برای نقش ادنا مد در نظر گرفته شد، اما بعداً آن را رد کرد. پس از چندین تلاش ناموفق در گزینش صداپیشه برای این نقش، برد خودش صداپیشگی آن را بر عهده گرفت. این، گونه‌ای تمدید رسم پیکسار برای بهره‌وری حداکثری از کارکنان شرکت بود و پیش‌تر در اسکرچ وکال‌ها نیز انجام شده بود. سارا واول به‌طور غیرمنتظره‌ای برای ایفای صداپیشگی وایولت پیشنهاد شد. برد پس از شنیدن صدای او در برنامهٔ رادیویی ان‌پی‌آر، با عنوان این زندگی آمریکایی، خواست که واول را به عنوان صداپیشهٔ وایولت داشته باشد. برد اعلام کرد که او برای این صداپیشگی «عالی» است و بلافاصله با او تماس گرفت تا نقش را پیشنهاد دهد.

### موسیقی
شگفت‌انگیزان، نخستین فیلم پیکسار شد که کار موسیقی آن را مایکل جاکینو بر عهده می‌گرفت. برد به دنبال آوایی ویژه بود که دیزاین رتروفیوچرستیک فیلم الهام‌بخش آن باشد؛ آینده‌ای که از دههٔ ۱۹۶۰ می‌شد دید. جان بری نخستین انتخاب برای موسیقی فیلم بود و برد نیز این را تأیید کرد و گفت که یکی از هواداران وی است و مایل بود که از سبک پیشین بری بهره‌مند شود. اما بری نمی‌خواست که نواهای برخی از موسیقی‌های پیشینش را کپی‌کاری کند و کار به مایکل جاکینو داده شد. جاکینو اشاره داشت که ضبط ترانه‌ها در دههٔ ۱۹۶۰ خیلی متفاوت از ضبط امروزی بوده‌است و دن والین، مهندس ضبط، گفت که برد حس قدیمی می‌خواست و به همین رو، موسیقی روی نوارهای آنالوگ ضبط شد. والین همچنین اشاره کرد که سازهای بادی برنجی که پیشتازان موسیقی فیلم هستند، در تجهیزات آنالوگ بهتر از دیجیتال صدا می‌دهند. بسیاری از ساندترک‌های پسین مایکل جاکینو با این روش میکس همراهی کردند، که باعث اختلاف میان منتقدانی شد که احساس می‌کردند نوارها گاهی وقت‌ها طبیعی به نظر نمی‌رسند. تیم سایمونک نیز رهبر ارکستر/ارکستریتر ضبط موسیقی فیلم بود.
موسیقی ارکستری این فیلم در ۲ نوامبر ۲۰۰۴، سه روز پیش از آغاز نمایش فیلم در سینماها منتشر شد. جایزه‌های بسیاری را نیز برای بخش بهترین موسیقی فیلم گرفت؛ از جمله در انجمن منتقدان فیلم لس آنجلس، جوایز فیلم و تلویزیون بی‌ام‌آی، جایزهٔ موسیقی فیلم و تلویزیون انجمن آهنگسازان، پدیدآوران و ناشران آمریکا، جایزهٔ آنی، جایزهٔ انجمن منتقدان فیلم لاس وگاس و جایزهٔ جامعه آنلاین منتقدان فیلم و برای جایزهٔ گرمی بهترین ساندترک موسیقی فیلم، جایزهٔ ستلایت و جایزهٔ فیلم به انتخاب منتقدان نامزدی گرفت.

## درونمایه
چندین منتقد فیلم، مشابهت‌های دقیقی میان این فیلم و کتاب‌های کمیک ابرقهرمانی خاصی مانند پاورز، نگهبانان، چهار شگفت‌انگیز و انتقام‌جویان قائل بودند. شرایط به گونه‌ای بود که تهیه‌کنندگان اقتباس چهار شگفت‌انگیز در سال ۲۰۰۵ با عنوان چهار شگفت‌انگیز، به دلیل همانندی‌ها به شگفت‌انگیزان مجبور به ایجاد تغییرات قابل توجهی در فیلمنامه و افزودن جلوه‌های ویژهٔ بیشتر شدند. برد در این باره گفت که چندان خوانندهٔ کتاب‌های کمیک نبوده‌است و اگر همانندی‌هایی وجود دارد، صرفاً به این دلیل است که همان افکاری که برای افراد دیگر پیش آمده‌است، برای وی نیز رخ داده‌است؛ اما گفت که از کمیک نگهبانان شنیده‌است. او همچنین اعلام داشت که مقایسه شدن با آن خوب بود، زیرا «اگر قرار است با چیزی مقایسه شوید، خوب است که چیز خوبی باشد».
برخی مفسران، درماندگی باب از معمولی بودن و نظر سیندرم مبنی بر اینکه «هنگامی که همه ابرقهرمان باشند، کسی نخواهد بود» را به عنوان بازتابی از دیدگاه‌های فریدریش نیچه، فیلسوف آلمانی یا ادامه‌ای از فلسفه عینیت‌گرایی آین رند، رمان‌نویس آمریکایی-روسی دانستند که برد احساس کرد «مسخره‌آمیز» است. وی همچنین اشاره داشت که بخش بزرگی از مخاطبان پیام را به همانگونه‌ای که او می‌خواسته‌است، درک کردند، در حالی که «دو درصد می‌پنداشتند من مشغول کارهای سرچشمه یا اطلس شانه بالا انداخت هستم». جدا از این، برخی ادعا می‌کردند که شگفت‌انگیزان گونه‌ای از تعصب راست‌گرا را به نمایش گذاشته‌است، که برد نیز آن را مسخره کرد و در ادامه به تحلیلی احتمالی که می‌گوید غول آهنی، فیلم پیشین وی، چپ‌گرا است اشاره داشت و آن را احمقانه خواند. وی همچنین اعلام کرد که «من قطعاً یک میانه‌گرا هستم و احساس می‌کنم که هر دو سو می‌توانند نامعقول باشند».
این فیلم، نشان می‌داد که برد از رویکرد کتاب‌های کمیک کودکان در دوران جوانی‌اش بیزار بود؛ زیرا آن‌ها بدذات‌ها را افرادی غیرواقعی، بی‌اثر و بی‌خطر نمایش می‌دادند. در این فیلم، دش و وایولت باید با بدذات‌هایی که کاملاً مایل به بهره‌گیری از نیروی کشنده علیه کودکان هستند، روبرو شوند. در سوی دیگری، دش و وایولت به مرگ کسانی که قصد کشتن آن‌ها را داشتند، هیچ احساس و افسوسی نشان نمی‌دهند؛ همچون هنگامی که دش از تعقیب‌کنندگان بدذاتش پیشی می‌گیرد و آنان هنگام تعقیب وی با وسایل نقلیه‌شان تصادف می‌کنند یا صحنه‌ای که هر دوی این کودکان شاهد این هستند که پدر و مادرشان چندین وسیلهٔ نقلیهٔ مهاجم را با سرنشینانشان چنان از بین می‌برند که مرگ حتمی رانندگانشان را در پی دارد. با وجود این که برد با برخی از تحلیل‌ها مخالفت کرد، اما از این که کارش در سطح‌های گوناگونی مورد بررسی قرار گرفت، اظهار خوشحالی کرد؛ چنان که خودش نیز همین هدف را دنبال می‌کرد: «این حقیقت که چندین‌بار دربارهٔ آن در بخش آپ-اد نیویورک تایمز نوشته شده بود، واقعاً برایم مایه خوشی بود… فیلم همچنین برای کار در بیش از یک سطح طراحی شده‌است».

## پخش
پخش رسمی شگفت‌انگیزان، به عنوان نخستین فیلمِ دارای درجهٔ PG برای «خشونت اکشنِ» پیکسار، در ۵ نوامبر ۲۰۰۴  آغاز شد. اکران نمایشی‌اش با فیلم کوتاهی از پیکسار، با عنوان باندین، همراه بود. کمپین تبلیغاتی فیلم متشکل از یک وبگاه رسمی با بخش‌های ویدئویی، بازی‌ها و یادواره‌های قابل چاپ بود. در هنگامی که پیکسار با شگفت‌انگیزان پیروزی دیگری را جشن می‌گرفت، استیو جابز (مالک پیکسار) با رئیس شریک پخش خود، شرکت والت دیزنی، درگیر یک نزاع عمومی طولانی شد. کمی بعد، مایکل آیسنر که دیگر روابط خوبی با جابز نداشت، از والت دیزنی کنار گذاشته شد و در ژانویهٔ ۲۰۰۶ این شرکت اعلام کرد که با معامله‌ای به ارزش ۷٫۴ میلیارد دلار در حال خریدن پیکسار است.
در مارس ۲۰۱۴، مدیر عامل و رئیس دیزنی، باب ایگر، اعلام کرد که فیلم اصلاح و دوباره به صورت سه‌بعدی اکران می‌شود. در ۱۱ می ۲۰۱۸، دیزنی و آی‌مکس اعلام کردند که در رویدادی در ۱۳ ژوئن این سال، این فیلم دوباره منتشر می‌شود؛ به گونه‌ای که با تکنولوژی دی‌ام‌آر برای سالن‌های آی‌مکس، دیجیتالی ری-مستر می‌شود و همراه با شگفت‌انگیزان ۲ پخش می‌گردد.

### رسانه خانگی
این فیلم نخست در دو نسخهٔ سیستم ویدئوی خانگی و دی‌وی‌دی کالکتر ادیشن در دو دیسک، در ۱۵ مارس ۲۰۰۵ منتشر گردید. مجموعهٔ دی‌وی‌دی شامل دو فیلم کوتاه جدید پیکسار با عنوان‌های حملهٔ جک-جک و آقای شگفت‌انگیز و دوستان می‌شد که مخصوص این سری پخش‌ها در ویدئوی خانگی، ساخته شده بودند؛ باندین، یک فیلم کوتاه پیکسار که در کنار فیلم بلند شگفت‌انگیزان، پیش از این فیلم در سینماها به نمایش درمی‌آمد نیز در این مجموعه آمده بود. با این حال، نسخهٔ وی‌اچ‌اس فقط فیلم کوتاه باندین را داشت. فیلم همچنین تبدیل به پرفروش‌ترین دی‌وی‌دی سال ۲۰۰۵ با ۱۷٫۳۸ میلیون نسخه فروش شد. این فیلم همچنین در یوام‌دی برای پلی‌استیشن همراه منتشر شد.
دیزنی این فیلم را در ۱۲ آوریل ۲۰۱۱ روی بلوری (در آمریکای شمالی) و در ۵ ژوئن ۲۰۱۸ روی بلوری فورکی یواچ‌دی منتشر کرد. در نسخهٔ ۲۰۱۸ نسبت به نسخهٔ اچ‌دی، علاوه بر بهبودهای جزئی و کلی که در صدا و تصویر ایجاد شده بود، کنتراست نیز به شکل چشمگیری بهتر شد.

## بازخوردها

### گیشه
با وجود نگرانی‌ها از اینکه فیلم ممکن است نتایج ناامیدکننده‌ای بگیرد، درآمد ناخالص داخلی فیلم در آخر هفتهٔ افتتاحیه‌اش برابر با ۷۰٬۴۶۷٬۶۲۳ دلار از ۷٬۶۰۰ نمایش در ۳٬۹۳۳ سالن سینما بود؛ یعنی به‌طور میانگین ۱۷٬۹۱۷ دلار برای هر سالن یا ۹٬۲۷۲ دلار برای هر نمایش. این بالاترین درآمد ناخالص برای آخر هفتهٔ افتتاحیهٔ یک فیلم پیکسار شد (این رکورد را داستان اسباب‌بازی ۳ در سال ۲۰۱۰ با ۱۱۰٬۳۰۷٬۱۸۹ دلار شکست)، بالاترین فروش آخر هفتهٔ افتتاحیهٔ یک فیلم دیزنی در نوامبر را رقم زد (این رکورد را ثور: دنیای تاریک در سال ۲۰۱۳ با ۸۵٫۷ میلیون دلار شکست)، رکورد برترین آخر هفتهٔ افتتاحیه برای یک فیلم انیمیشنی غیردنباله‌ای را زد (این رکورد را فیلم سیمپسون‌ها در سال ۲۰۰۷ با ۷۴٬۰۳۶٬۷۸۷ دلار شکست) و رکورد برترین آخر هفتهٔ افتتاحیه برای یک فیلم غیر مبتنی بر حق امتیاز را نیز زد؛ اگرچه آواتار (فیلم ۲۰۰۹) با ۷۷٬۰۲۵٬۴۸۱ دلار این رکورد را نیز از شگفت‌انگیزان گرفت. این دومین افتتاحیهٔ برتر برای یک فیلم پویانمایی در آن دوران بود. فیلم در آخر هفتهٔ دوم خود، شماره ۱ ماند و ۵۰٬۲۵۱٬۳۵۹ دلار دیگر کسب کرد و با تنها ۲۹ درصد افت، به آسانی از پویانمایی رایانه‌ای جدید قطار سریع‌السیر قطبی گذشت. در آمریکا، سرانجام فیلم ۲۶۱٬۴۴۱٬۰۹۲ دلار درآمدزایی ناخالص کرد و پنجمین فیلم پردرآمد سال ۲۰۰۴ شد. در جهان نیز این فیلم توانست ۶۳۱٬۴۴۲٬۰۹۲ دلار بفروشد و در ردهٔ چهارم سال ۲۰۰۴ قرار گیرد. این فیلم همچنین دومین فیلم پویانمایی پردرآمد سال ۲۰۰۴ پس از شرک ۲ (با ۹۱۹٫۸ میلیون دلار) است.

### نقدها و نمره‌ها

سیندرم شصت و چهارمین جایگاه را در فهرست ۱۰۰ شرور برتر ویزارد از آن خود کرد.

شگفت‌انگیزان در وبگاه بازبینی‌خوانی راتن تومیتوز، بر پایهٔ ۲۴۸ بررسی با میانگین رتبه‌دهی ۸٫۳۶ از ۱۰، امتیاز بسیار خوب ۹۷٪ را دریافت کرد که آن را از ژانویهٔ ۲۰۱۸، به بیستمین فیلم پویانمایی دارای بالاترین امتیاز در تمام دوران تبدیل کرده‌است. در بخش اجماع منتقدان شگفت‌انگیزان در این وبگاه آمده‌است: «با ایجاد انبوهی از شوخ‌طبعی و تُن‌ها خوشی در ژانر ابرقهرمانی پویانمایی، شگفت‌انگیزان به آسانی انتظارها از نامش را برآورده می‌سازد». متاکریتیک، یکی دیگر از پایگاه‌های بازبینی‌خوانی، نشان می‌دهد که این فیلم با «تحسین جهانی» روبرو شده‌است و میانگین امتیاز فیلم در این پایگاه، ۹۰ از ۱۰۰ و بر پایهٔ بررسی ۴۱ نقدگر بود. مخاطبان نظرسنجی‌شده توسط سینماسکور به فیلم نمرهٔ میانگین نادر "A+" را دادند. در ادامه، وبگاه نقد و بررسی سی‌اس‌ام به فیلم ۵ از ۵ ستاره به همراه درجه سنی ۷+ را داد. راجر ایبرت، منتقد و فیلم‌نامه‌نویس از شیکاگو سان-تایمز از نمرهٔ چهار، سه و نیم را برای فیلم در نظر گرفت و در تحسین آن نوشت: «استودیوی پیکسار که به نظر نمی‌رسد گام اشتباهی بردارد، با شگفت‌انگیزان دوباره درست گام برمی‌دارد» و این «نمونهٔ دیگری از چیرگی پیکسار بر پویانمایی مردم‌پسند» است. پیتر ترورز از رولینگ استون نیز نمرهٔ سه و نیم از چهار را به فیلم داد و آن را «یکی از بهترین‌های سال» خواند و گفت که «کارتونی به نظر نمی‌آید، واقعی به نظر می‌رسد». هفته‌نامهٔ پیپل نیز به همین گونه با دادن سه و نیم نمره به فیلم، دریافت که شگفت‌انگیزان «یک داستان قوی، سرگرم‌کننده و کامیونی از لمس‌های کمیک زبردستانه را به رخ می‌کشد».
النور رینگل گیلسپی از روزنامهٔ آتلانتا جرنال-کانستتوشن با اشاره به کارهای پیشین پیکسار گفت که «شگفت‌انگیزترین چیز دربارهٔ شگفت‌انگیزان، این است که محصولی از پیکسار است» و نتیجه‌گیری کرد که کارکنان پیکسار کارشان را به شکلی عالی انجام می‌دهند و «شما تنها آرزو می‌کنید که آن‌ها کار دیگری انجام می‌دادند». جسیکا وینتر از ویلج ویس از فیلم این انتقاد را کرد که با وجود اکران در اوایل نوامبر، «نقش یک فیلم اکشن استاندارد تابستانی» را داشته‌است. او در ادامه نوشت که «شگفت‌انگیزان یک پاستیش پرتکاپو است». در ادامه، پیتر بردشاو از گاردین نیز این را تأیید کرد که ایده‌های بسیاری از فیلم‌های دیگر، در این فیلم ترکیب شده‌اند و کار پیکسار را در این مورد ستود. در مورد شخصیت‌ها، به‌عنوان نمونه، ادنا مد را «فوق‌العاده بامزه» دانست. او در پایان اعلام داشت که «این شگفت‌انگیزان ادعا می‌کنند که یک خانوادهٔ قابل اعتماد از ابرقهرمانان هستند. من آن‌ها را باور دارم».
گزارشی از رولینگ استون در سال ۲۰۱۰ در فهرستی با عنوان ۱۰ فیلم برتر دهه، شگفت‌انگیزان را در جایگاه ۶ قرار داد و نوشت «از میان همهٔ کارهای شگفت‌انگیز پیکسار در دهه، شگفت‌انگیزان هنوز بیشترین لذت را برای من دارد». همچنین این نکته که فیلم با کنار گذاشتن جانوران سخنگو که پیش‌تر در صنعت پویانمایی رایج بودند، روی انسان تمرکز دارد، مورد توجه این رسانه قرار گرفت. نشنال ریویو آنلاین شگفت‌انگیزان را در جایگاه شمارهٔ ۲ در فهرست ۲۵ فیلم کهنه‌گرای برتر ۲۵ سال گذشته قرار داد و نوشت که فیلم «به بزرگداشت ازدواج، دلیری، مسئولیت‌پذیری و موفقیتی بزرگ می‌پردازد». انترتینمنت ویکلی این فیلم را شمارهٔ ۲۵ در فهرست ۲۵ فیلم اکشن برتر تاریخ و شمارهٔ ۷ در فهرست ۲۰ فیلم پویانمایی برتر تاریخ گذاشت. آی‌جی‌ان فیلم را در فهرست منتشرشده‌اش در سال ۲۰۱۰ به عنوان سومین فیلم پویانمایی برگزیدهٔ همهٔ دوران‌ها قرار داد. تاشا رابینسون در وبگاه دیزالو به «تمرکز» فیلم بر خانواده اهمیت داده بود و فیلم‌نامهٔ برد را «برانگیزنده» خواند. او با اشاره به صحنه‌هایی از فیلم نتیجه گرفت که اعضای خانوادهٔ پار حتی در هنگام رسیدن به اهداف فردی خود، به عنوان یک خانواده گرد هم می‌آیند و به این اتحاد پرداخت. وی باور داشت که این «تمرکز خانوادگی به فیلم شگفت‌انگیزان نیرویی چشمگیر می‌بخشد».
فیلم تا نوامبر ۲۰۲۱ در بانک اطلاعات اینترنتی فیلم‌ها، نمرهٔ ۸ از ۱۰ را بر پایهٔ ۶۸۵ هزار رأی کسب کرد. شگفت‌انگیزان در فهرست ۵۰۰ فیلم برتر تمام دوران مجلهٔ امپایر نیز با شمارهٔ ۴۰۰ قرار گرفت.

### جایزه‌ها
- هفتاد و هفتمین دوره جوایز اسکار[۷۷]

| قسمت                       | نامزد                           | نتیجه    |
| -------------------------- | ------------------------------- | -------- |
| بهترین فیلمنامه غیراقتباسی | برد برد                         | نامزدشده |
| بهترین فیلم پویانمایی      | برد برد                         | برنده    |
| بهترین تدوین صدا           | مایکل سیتوز و رندی تام          | برنده    |
| بهترین میکس صدا            | رندی تام، Gary Rizzo و Doc Kane | نامزدشده |

- شصت و دومین مراسم گلدن گلوب

| قسمت                        | نامزد    | نتیجه    |
| --------------------------- | -------- | -------- |
| بهترین فیلم موزیکال یا کمدی | جان واکر | نامزدشده |

این نخستین فیلم بلند پیکسار بود که چندین جایزه اسکار را به خود جذب می‌کند و سپس در سال ۲۰۱۰، فیلم بالا از همین استودیو، این پیروزی را دنبال کرد. کیفیت فیلم با تحسین دیگران روبرو بود؛ در نمونه‌ای جو مورگنسترن از وال‌استریت جورنال، شگفت‌انگیزان را بهترین فیلم سال خواند. وبگاه بازبینی‌خوانی راتن تومیتوز نیز نشان می‌داد که شگفت‌انگیزان رکورددار نمره‌دهی بررسی‌کنندگان این وبگاه (با امتیاز ۹۷) در این سال شده‌است. فیلم جایزه بفتا برای بهترین فیلم بلند کودکان را نیز دریافت کرد.
دستاوردها ادامه‌دار بودند: این فیلم همچنین جایزه آنی ۲۰۰۴ را در بخش بهترین فیلم پویانمایی دریافت کرد، جایزه هوگو ۲۰۰۵ را برای بهترین نمایش دراماتیک گرفت و در جوایز گلدن گلوب ۲۰۰۴ نیز نامزد جایزه گلدن گلوب بهترین فیلم موزیکال یا کمدی شد. فیلم همچنین برندهٔ جایزه ساترن بهترین فیلم پویانمایی شد و انستیتوی فیلم آمریکایی شگفت‌انگیزان را برای فهرست ۱۰ فیلم پویانمایی برتر خود نامزد کرد.

## محصولات وابسته

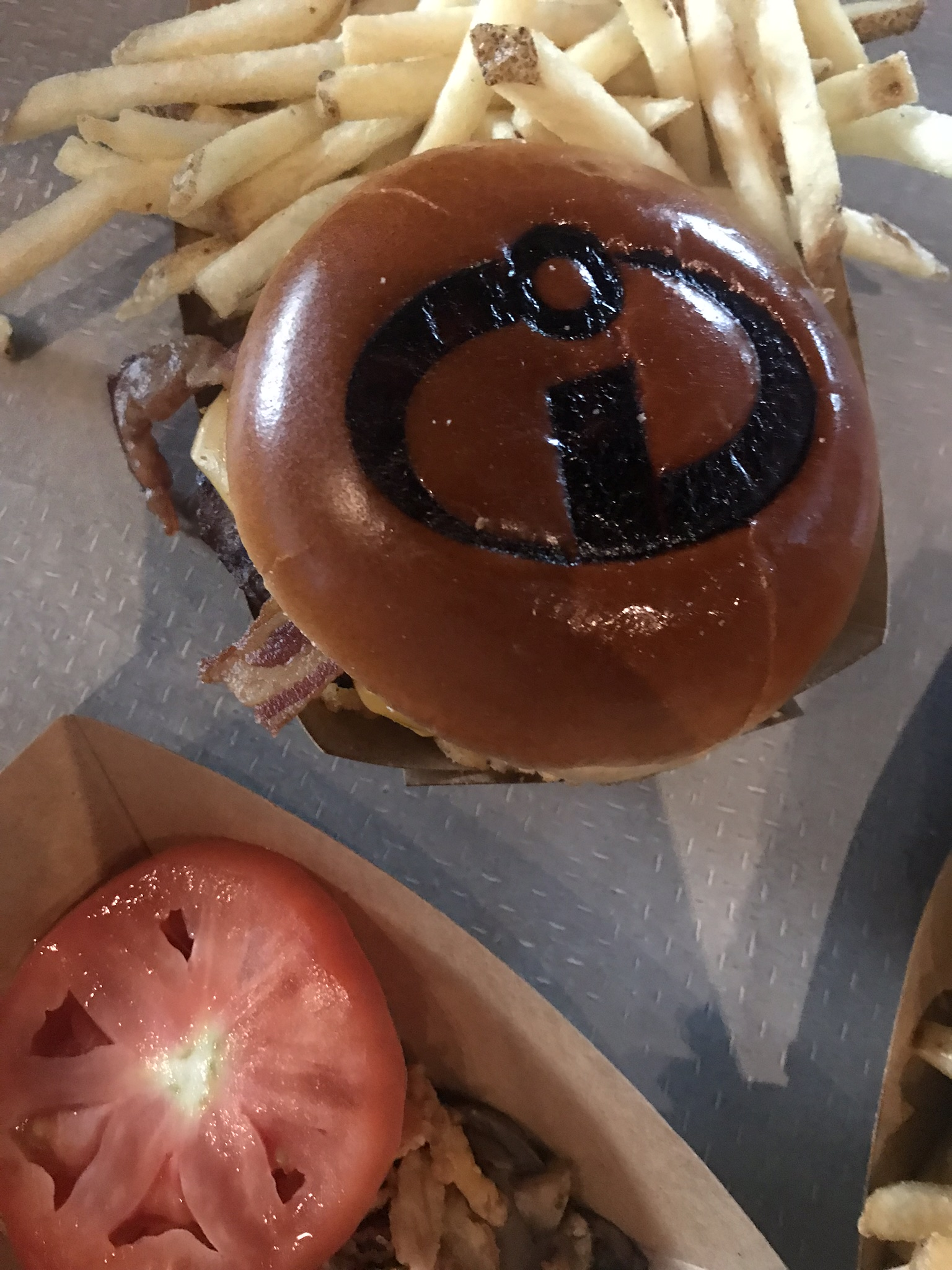
گونه‌ای همبرگر با نشان فیلم که به کشش‌پذیر بودن الستیگرل اشاره دارد.

چندین شرکت، محصولات تبلیغاتی وابسته به فیلم را پخش کردند. در هفته‌های پیش از افتتاحیهٔ فیلم، پیوندهایی تبلیغاتی با شرکت ارتباطات اس‌بی‌سی برقرار شده بود؛ این شرکت در نمونه‌ای، از شخصیت دش برای تبلیغ سرعت بالای خدمات اینترنتی خود، بهره می‌برد. با بانس، تاید، داونی و مک‌دونالد نیز همکاری شد. دارک هورس کامیکس نیز مجموعهٔ محدودی کتاب کمیک بر پایهٔ این فیلم منتشر کرد. یک شرکت سازندهٔ اسباب‌بازی با نام هسبرو، مجموعه‌ای از اکشن فیگور و اسباب‌بازی‌ها را بر پایهٔ این فیلم ساخت. کیلوگ گونه‌ای غلات صبحانه با مضمون شگفت‌انگیزان، پاپ‌تارت و اسنک‌های میوه‌ای الهام‌گرفته از فیلم را وارد فهرست محصولاتش کرد و جایزه‌هایی را نیز برای خریداران این سری محصولات، در نظر گرفت. پرینگلز نیز سری محصولات چیپس سیب‌زمینی جدیدی با مضمون شخصیت‌ها و نقل‌قول‌هایی از فیلم ایجاد کرد.
در ژوئیهٔ ۲۰۰۸ اعلام گردید که یک سری کتاب‌های کمیک بر پایهٔ این فیلم توسط بوم! استودیوز و با همکاری انتشارات دیزنی، تا پایان سال منتشر می‌شود. نخستین مجموعهٔ کوتاه بوم! از شگفت‌انگیزان توسط مارک وید (نویسنده) و مارسیو تاکارا (تصویرگر) آماده شد که تنها در انگلیسی و برای ردهٔ سنی ۸ تا ۱۲ سال در سال ۲۰۰۹ منتشر گردید.

## بازی‌های ویدئویی
یک بازی ویدئویی بر پایهٔ این فیلم برای پلی‌استیشن ۲، اکس‌باکس، گیم‌کیوب، گیم بوی ادونس، رایانه‌های شخصی، مکینتاش و همچنین تلفن‌های همراه منتشر شد. اگرچه بر پایهٔ خود فیلم ساخته شده بود، اما نسبت به فیلم، چند صحنهٔ کلیدی تغییر کرده بود. بازی دومی با نام شگفت‌انگیزان: خیزش آندرماینر برای پلی‌استیشن ۲، گیم‌کیوب، اکس‌باکس، گیم بوی ادونس و نینتندو دی‌اس و همچنین در مایکروسافت ویندوز و مک‌اواس منتشر شد. این بازی بلافاصله از همان نقطهٔ پایان فیلم اصلی آغاز می‌شود و بر نبرد آقای شگفت‌انگیز و فروزون با آندرماینر تمرکز دارد اما بعدها فیلم شگفت‌انگیزان ۲ پیش‌بینی این بازی از رویدادها را رد کرد و داستان به شکلی دیگر پیش رفت. سومین بازی، شگفت‌انگیزان: هنگامی که خطر فرا می‌خواند بود که برای ویندوز و مک‌اواس منتشر شد و شامل مجموعه‌ای از ۱۰ بازی و فعالیت برای شخصیت‌های قابل بازی این محصول بوده‌است. چهارمین بازی، شگفت‌انگیزان: فرار از جزیره نومنیسن که توسط بکبون اینترتینمنت ساخته شده بود، به عنوان یک بازی قابل دانلود برای کامپیوتر، منتشر شد. این یک بازی اکشن-ماجراجویی بود که شگفت‌انگیزان در آن تلاش دارند از جزیرهٔ نومنیسن فرار کنند در حالی که موج‌هایی از نیروهای شرور دشمنشان، سیندرم، در برابر آن‌ها قرار می‌گیرد. بازی دیگری با نام کینکت راش: اِ دیزنی پیکسار ادونچر در ۲۰ مارس ۲۰۱۲ برای اکس‌باکس ۳۶۰ منتشر شد. این بازی شخصیت‌ها و مأموریت‌هایی از پنج فیلم پیکسار را شامل می‌شد: شگفت‌انگیزان، بالا، ماشین‌ها، راتاتویی و داستان اسباب‌بازی. در بازی دیزنی اینفنتی، محصول اوت ۲۰۱۳ نیز پنج شخصیت از این فیلم قابل بازی هستند و شگفت‌انگیزان در استارتر پک بازی نیز حضور دارد. یک بازی ویدئویی دیگر با مضمون لگو با نام لگو شگفت‌انگیزان توسط سرگرمی تعاملی برادران وارنر منتشر شده‌است که در ۱۵ ژوئن ۲۰۱۸ برای نینتندو سوئیچ، اکس‌باکس وان و پلی‌استیشن ۴ به بازار آمد.

## دنباله
کارگردان فیلم، برد برد، در سال ۲۰۰۷ در پاسخ به اینکه آیا شگفت‌انگیزان دیگری خواهد ساخت، اعلام کرد که «اگر بتوانم داستانی را ارائه دهم که به همان خوبی یا بهتر از داستان (فیلم) نخست باشد، چنین می‌کنم». در ادامه همچنین گفت که دنباله‌ها بخشی از طرح کسب‌وکار پیکسار نیستند و بی‌اهمیتی سود مالی نسبت به داستان را یادآور شد.
در یک مصاحبه در می ۲۰۱۳، برد برای بار دیگر علاقه‌اش را برای ساخت دنبالهٔ فیلم ابراز کرد. او در این باره گفت «در موردش اندیشیده‌ام» و ادامه داد «چون عاشق آن شخصیت‌ها و عاشق آن جهان هستم.» او همچنین گفت «چانه‌ام را دست می‌کشم و سرم را می‌خارانم. من عناصر بسیار زیادی دارم که می‌پندارم در یک فیلم شگفت‌انگیزان دیگر واقعاً خوب کار خواهند کرد و اگر بتوانم همه‌شان را با هم سازگار کنم، احتمالاً می‌خواهم این کار را انجام دهم».
دیزنی برنامه‌اش برای ساخت شگفت‌انگیزان ۲ را در مارس ۲۰۱۴ اعلام کرد. برد نیز برای کارگردانی و نوشتن فیلمنامه بازگشت. نلسن، هانتر، واول، جکسون، برد و راتزنبرگر بازگشتند تا شخصیت‌های خود را همچون فیلم نخست صداپیشگی کنند، در هنگامی که شخصیت دش توسط هاک میلنر صداپیشگی شد؛ چراکه صدای فاکس با گذشت سال‌ها دگرگون شده بود. همچنین پس از بازنشستگی باد لاکی در ۲۰۱۴، ریک دیکر توسط جاناتان بنکس صداپیشگی شد. فیلم دوم ادامهٔ مستقیم شگفت‌انگیزان بوده‌است. شگفت‌انگیزان ۲ بر الستیگرل تمرکز داشت و یک اکشن تمام‌عیار بود.
تیزر تریلر این دنباله در ۱۸ نوامبر ۲۰۱۷ به نمایش درآمد. نخست، شگفت‌انگیزان ۲ قرار بود که در ۲۱ ژوئن ۲۰۱۹ به عنوان فیلم پسین پیکسار پس از داستان اسباب‌بازی ۴ اکران شود. به دلیل تأخیر در آن عنوان، پیکسار تاریخ‌های انتشار را عوض کرد و شگفت‌انگیزان ۲ در ۱۵ ژوئن ۲۰۱۸ به‌طور رسمی در ایالات متحده منتشر گردید. پس از این، فاصلهٔ زمانی ۱۴ ساله میان تاریخ‌های انتشار فیلم نخست و شگفت‌انگیزان ۲ مورد توجه قرار گرفت.

## برای مطالعهٔ بیشتر
- Price, David (2008). The Pixar Touch (به انگلیسی). New York: Alfred A. Knopf. ISBN 978-0-307-26575-3.

- «نقد و تحلیل انیمیشن شگفت انگیزان ۱ - شامل جزئیات داستان فیلم - فراپرده». بایگانی‌شده از روی نسخه اصلی در ۱۲ ژوئیه ۲۰۲۱. دریافت‌شده در ۲۰۲۱-۰۷-۱۲.